# Filippo Ranocchia
Filippo Ranocchia (ur. 14 maja 2001 w Perugii) – włoski piłkarz występujący na pozycji pomocnika w Empoli na zasadach wypożyczenia z Juventusu.

## Kariera klubowa
Wychowanek klubów Monte Malbe, Perugia i Juventus. 30 stycznia 2019 Ranocchia przeniósł się do Juventusu i ponownie dołączył do Perugii na dwuletnim wypożyczeniu. 2 września 2019 roku wypożyczenie zostało zakończone wcześniej i piłkarz dołączył do młodzieżowego składu Juventusu, grając w sezonie 2020/21 w drużynie Juventus U-23. Sezon 2021/22 też spędził na wypożyczeniu w klubie Vicenza. 21 lipca 2022 roku beniaminek Serie A AC Monza podpisała kontrakt z Ranocchią na roczne wypożyczenie z opcją wykupienia i opcją kontrowania na korzyść Juventusu. 17 lipca 2023 roku został wypożyczony do Empoli z opcją wykupienia.

## Kariera reprezentacyjna
W młodzieżowej reprezentacji Włoch zadebiutował 8 października 2021 roku przeciwko Bośni i Hercegowiny.

## Sukcesy

### Sukcesy klubowe
Juventus
- zdobywca Coppa Italia: 2020/21
- zdobywca Supercoppa Italiana: 2020